# Karel Kachyňa
Karel Kachyňa (ur. 1 maja 1924 w Vyškovie, zm. 12 marca 2004 w Pradze) – czeski reżyser filmowy.
Ukończył studia na akademii filmowej FAMU w Pradze. Początkowo reżyserował przede wszystkim dokumenty, w połowie lat 60., u progu „praskiej wiosny”, przyłączył się do tzw. czeskiej nowej fali (obok m.in. Menzla i Formana). Nakręcone przez niego w tym okresie filmy – Wóz do Wiednia, Noc panny młodej, Ucho, Niech żyje republika (inny polski tytuł: Ja, Julinka i koniec wojny) – zostały zakazane przez cenzurę po 1968.
Łącznie był twórcą ponad 70 filmów fabularnych, telewizyjnych i dokumentalnych, ponadto autorem ponad 40 scenariuszy filmowych. Najgłośniejsze filmy, poza powstałymi w latach 60., to: Miłość między kroplami deszczu, Siostrzyczki, Złote węgorze i Śmierć pięknych saren (obie według prozy Oty Pavla), Krowa, Fany, serial Pociąg dzieciństwa i nadziei.
W latach 70. Bohumil Hrabal powierzył mu prawa do sfilmowania jednej z najsłynniejszych swych powieści, Obsługiwałem angielskiego króla; nie doszło jednak do realizacji filmu.
W 1977 podpisał Antykartę, prorządową odpowiedź na Kartę 77.
Za całokształt twórczości i wkład w światową kinematografię otrzymał m.in. specjalną nagrodę międzynarodowego festiwalu filmowego w Karlowych Warach (1999); Czeska Akademia Filmowa przyznała mu także własną nagrodę – Czeskiego Lwa.
W 2004 został odznaczony Medalem Za zasługi I stopnia.

## Filmy
- 1950: Za život radostný (Nie zawsze niepogoda)
- 1950: Vědeli si rady
- 1950: Není stále zamračeno
- 1952: Neobyčejná léta
- 1953: Lidé jednoho srdce
- 1953: Z čínského zápisníku
- 1954: Stará čínská opera
- 1954: Dnes večer všechno skončí (Nocne spotkania)
- 1956: Ztracená stopa
- 1956: Křivé zrcadlo
- 1957: Pokušení
- 1957: Mistrovství světa leteckých modelářů
- 1958: Tenkrát o Vánocích
- 1958: Město má svou tvář
- 1958: Čtyřikrát o Bulharsku
- 1959: Král Šumavy (Przez zieloną granicę)
- 1960: Práče
- 1961: Pouta
- 1962: Trápení (Zmartwienia)
- 1963: Závrať (Spojrzenie z okna)
- 1963: Naděje (Błysk nadziei)
- 1964: Vysoká zeď
- 1965: At’ žije Republika (Ja, Julinka i koniec wojny)
- 1966: Kočár do Vídně (Wóz do Wiednia)
- 1967: Noc nevěsty (Noc panny młodej)
- 1968: Vánoce s Alžbětou (Dzika Elżbieta)
- 1969: Směšný pán
- 1970: Už zase skáču přes kaluže (I znów skaczę przez kałuże)
- 1970: Ucho
- 1971: Tajemství velikého vypravěče
- 1972: Vlak do stanice Nebe
- 1973: Legenda
- 1973: Láska (O miłości)
- 1974: Pavlínka
- 1974: Horká zima
- 1975: Robinsonka (Kobieta Robinson)
- 1975: Škaredá dedina
- 1975: Malá mořská víla (Mała syrenka)
- 1975: Bratři
- 1977: Smrt mouchy
- 1977: Setkání v červenci
- 1977: Čekání na déšť
- 1979: Zlatí úhoři (Złote węgorze)
- 1979: Lásky mezi kapkami deště (Miłość między kroplami deszczu)
- 1980: Cukrová bouda
- 1981: Pozor, vizita!
- 1981: Počítání oveček
- 1982: Velký případ malého detektiva a policejního psa Kykyna
- 1982: Fandy, ó Fandy
- 1983: Sestřičky (Siostrzyczki)
- 1986: Smrt krásných srnců (Śmierć pięknych saren)
- 1986: Dobré světlo (Dobre oświetlenie)
- 1987: Duhová kulička
- 1987: Kam, pánové, kam jdete?
- 1988: Oznamuje se láskám vašim
- 1988: Blázni a děvčátka
- 1989: Vlak dětství a naděje
- 1991: Poslední motýl (Ostatni motyl)
- 1992: Městem chodí Mikuláš (Po mieście chodzi święty Mikołaj)
- 1994: Prima sezóna (Fajny sezon)
- 1994: Kráva (Krowa)
- 1995: Fany
- 1998: Tři králové
- 1999: Hanele
- 2001: Otec neznámý
- 2002: Kožené slunce
- 2003: Cesta byla suchá, místy mokrá